# Nous

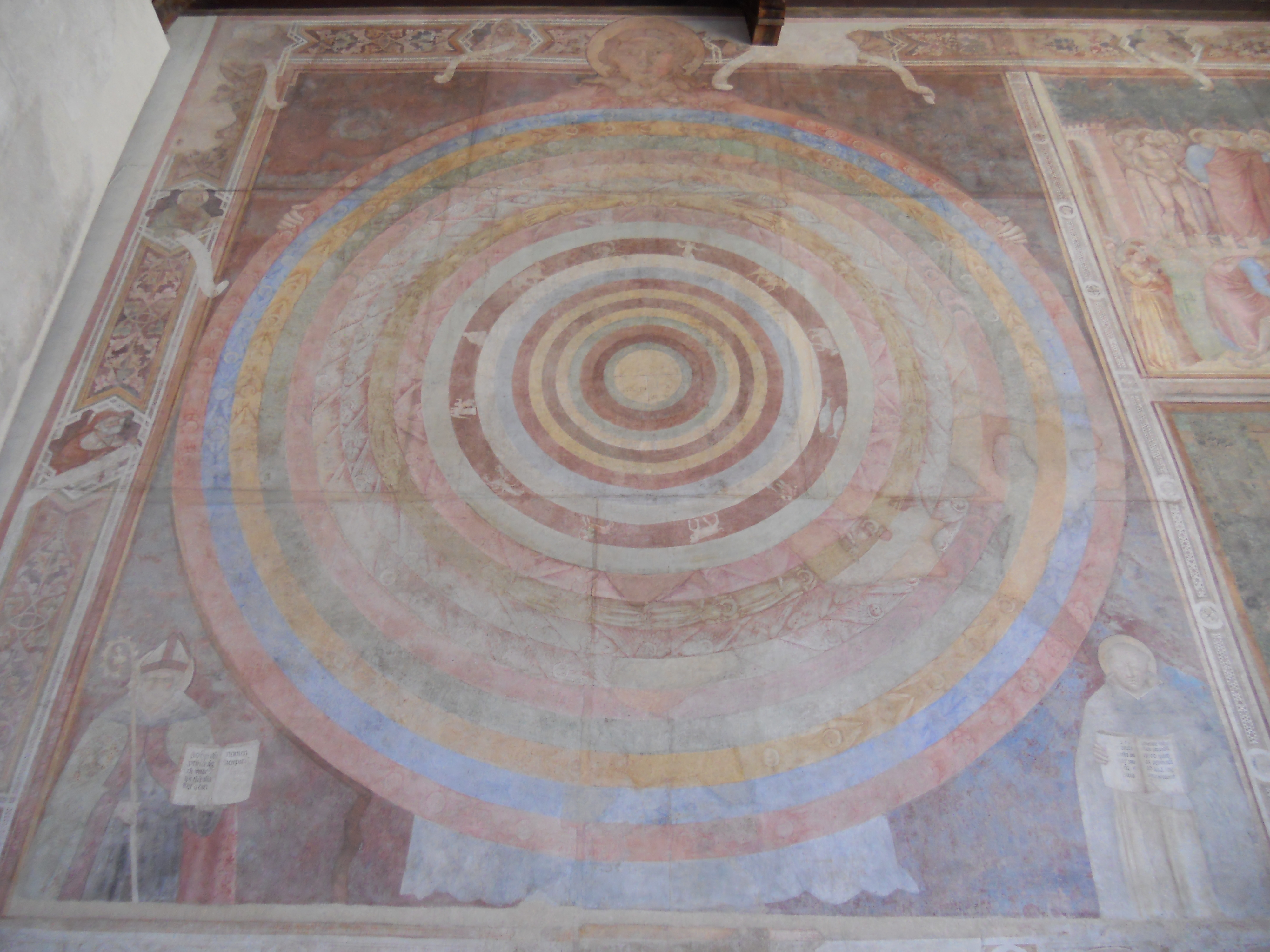
L'ordine cosmico rappresentato come una serie di sfere concentriche, in un affresco di Piero di Puccio nel Camposanto monumentale di Pisa

Noûs (in greco antico: νοῦς?, noûs AFI: [ˈnuːs], contrazione dell'analogo ionico νόος, nóos) è un termine che in greco antico indica, a partire da Omero, la facoltà di comprendere un evento o le intenzioni di qualcuno , la facoltà mentale  quindi l'intelletto .

## Il terminenoûsin Omero
Il termine νόος si riscontra per la prima volta in Omero, dove indica l'organo sede della rappresentazione delle idee chiare , quindi la "comprensione" , posseduta in misura maggiore dagli dèi ; quindi l'intendimento che le provoca .
Richard Broxton Onians nella sua opera maggiore Le origini del pensiero europeo rileva come nel periodo più antico di molte culture si possa rintracciare una «primordiale individuazione dell'importanza delle parole per il pensiero» e dell'associazione di queste «al respiro insieme al quale vengono emesse» . Nei poemi omerici, secondo lo stesso autore, il pensare, il nous, si identifica con il parlare, la cui sede è in organi corporei che vanno dal petto alla bocca: «Esso ha sede nel petto, e come risulta da almeno due passi, sembra venisse identificato con il cuore.» come sembra confermare successivamente Empedocle quando sostiene che il cuore «dimora nel mare di sangue che ribolle intorno a esso, laddove principalmente si trova ciò che gli uomini chiamano pensiero [noema].»  . Ma sempre nell'Iliade Posidone apostrofa Apollo come colui che ha un "cuore privo di νόος" e inoltre nell' Odissea nόοs appare  esprimere piuttosto un obiettivo o un risultato di un'azione della coscienza, il che dimostrerebbe che in origine il νόος non indicasse una parte del corpo
In Omero il νόος risulterebbe collegato alla percezione visiva degli accadimenti  dove, tuttavia, più che intenderlo come percezione sensoriale viene indicato come capacità di essere consapevoli in modo immediato della circostanza o dell'avvenimento a cui si assiste e di capire le vere intenzioni, al di là di ciò che appare, di qualcuno. Il νόος distinto dagli organi di senso viene quindi ritenuto infallibile e di natura divina..
Il νόος esprime, quindi, nei poemi omerici, «sia un movimento specifico, un proposito, sia un'entità in certo modo stabile, ciò che mette in movimento, la coscienza funzionale allo scopo». Il νόος possiede anche il significato di "intelligenza" o "intelletto" ma a differenza di queste non è evidentemente materiale e quindi non può essere ferito dalle armi. Non è nemmeno semplice "intelletto" in quanto risulta dinamico ed emotivo.
(Epicarmo, fr. 249 Georg Kaibel)

## Le prime attestazioni in ambito filosofico: Talete, Pitagora, Eraclito e Parmenide
- Nell'ambito della storia della filosofia il termine νοῦς lo incontriamo per la prima volta con una sentenza di Talete, almeno per quanto attiene a ciò che riferisce Diogene Laerzio (I,35):

(Diogene Laerzio, I, 35; D-K 11, A, 1)
- Pitagora, almeno secondo quanto afferma Aezio[19], avrebbe sostenuto che la nostra anima (ψυχή) sarebbe composta dalla tetrade (τετράδος): intelletto (νοῦς), conoscenza (ἐπιστήμη), opinione (δόξα), percezione (αἴσθησις).
- Eraclito[20] individua nel termine una sapienza originaria che dovrebbe risultare comune a tutti gli uomini[21]. Così ci sono coloro che parlano con νοῦς (fr. 114) e l'erudizione non è segno di νοῦς (fr. 40)
- Parmenide quando divide la conoscenza tra opinioni non vere e verità, utilizza il verbo νοεῖν ("l'atto del pensare") e i termini νόημα (termine arcaico utilizzato da Parmenide: il "pensiero", cfr. fr.16) e νοητόν ("ciò che è pensato") per indicare l'attività noetica che sola realizza la vera conoscenza [22].

## IlΝoûsin Anassagora: Intelligenza divina che organizza il mondo

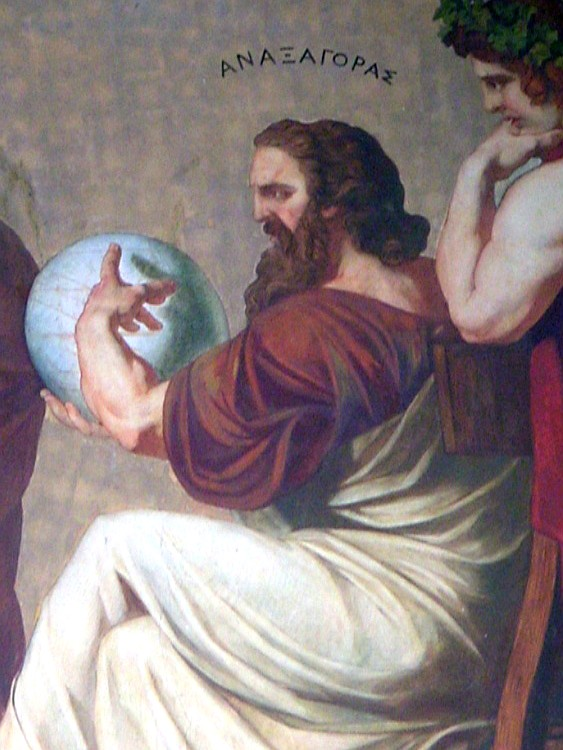
Anassagora, dettaglio da un affresco nel portico dell'Università Nazionale Capodistriana di Atene

Con Anassagora il termine νοῦς emerge in tutto il suo significato metafisico. Questo fatto era noto a Cicerone, che nel De natura deorum (I, 11, 26) così si esprime:
(Cicerone, La natura divina I, 11, 26. Traduzione di Cesare Marco Calcante, Milano, Rizzoli, 2007, p.64)
Il quale probabilmente lo riprendeva da Platone che nel Fedone (97 B) riporta:
(Platone, Fedone 97 b; traduzione di Giovanni Reale, in Platone Tutti gli scritti, Milano, Bompiani, 2008, p. 105)
Tale "Intelligenza" viene indicata da Giovanni Reale come "divina" anche se nei frammenti del filosofo che possediamo tale qualifica "divina" non viene mai assegnata al νοῦς, ma Werner Jaeger nota in merito:
(Werner Jaeger, La teologia dei primi pensatori greci, Firenze, La Nuova Italia, 1982, p.249)
In Anassagora tale "Intelligenza divina", il νοῦς, in qualità di potenza attiva e ordinatrice, organizza il caos (ἄπειρον, ápeirōn), creando così il mondo:
(Diogene Laerzio, Vite e dottrine dei più celebri filosofi, II, 6. Edizione a cura di Giovanni Reale. Milano, Bompiani, 2006, p. 151)
Così l'Intelligenza, il νοῦς, separa le cose che prima erano mescolate. L'Intelligenza è "eterna", "autonoma" e separata dalle cose.
Aristotele ricorda che se per Anassagora il νοῦς ha messo in moto l'universo dando origine alle cose, risultando anche di essere la causa del bello e dell'ordine, non distingue chiaramente (a differenza di Democrito che invece li intende eguali) il νοῦς (l'Intelligenza) dalla ψυχή (l'anima) degli esseri animati.
Per quanto attiene alla "natura" del Νoûs, l'Intelligenza divina, concepito da Anassagora, Eduard Zeller considerandolo come essere incorporeo lo traduce con il termine tedesco Geist (Spirito) anche se poi aggiunge «ed anche se di fatto il concetto di incorporeo non appaia molto chiaro nella sua esposizione non si può far carico alla sola inadeguatezza del suo linguaggio, anche se forse egli ha realmente concepito lo spirito come una più fine materia che muovendosi nello spazio penetra in tutte le cose, tutto ciò non fa velo alla sua intenzione», di fatto consegnandogli una "fine" materialità. Di tutt'altro avviso Giovanni Reale per il quale il Νoûs va certamente considerato "materia": « il fatto che il "Nous" non sia composto non implica eo ipso la sua "immaterialità": è semplicemente una materia che, per la sua privilegiata natura, può mescolarsi alle altre cose senza che queste si mescolino con essa.», questo alla luce del fatto che, secondo Reale, l'orizzonte dei presocratici «ignora le due categorie di materia e spirito».

## Ilnoûsin Platone
Nel Fedone, Platone fa dire a Socrate:
Socrate  si dice entusiasta del nous di Anassagora, ma poi esprime la sua delusione proprio perché ritiene che non ne abbia tratto tutte le conseguenze, non avendogli attribuito un'intenzionalità.
Intenzionalità introdotta da Platone con la figura del Demiurgo, il "divino artefice", produttore divino del cosmo generato che interviene come causa razionale e provvidenziale, che plasma la materia secondo il modello delle Idee .

## Nous come motore immobile in Aristotele
Aristotele definisce Anassagora "uomo assennato"  per avere detto che c'è un intelletto anche negli elementi della natura, così come negli esseri viventi, causa della bellezza e dell'ordine dell'universo,  ma gli rimprovera di averlo usato solo come causa efficiente. Il Nous è da intendere invece come causa finale del mondo. Le cose tendono verso di lui spinte dall'ammirazione e dall'amore. Il motore immobile attrae a sé le cose del mondo come l'amato, pur restando immobile, attrae a sé l'amante.
Nella Metafisica, Aristotele identifica pertanto il noûs divino nel primo motore immobile, suprema perfezione, causa finale che attrae a sé «come la cosa amata» ogni ente che aspiri alla completezza della sua natura. Un motore che esplica l'unica attività o noesis, non essendo comprensione di altro da sé, di comprendere il noûs stesso e «l'Intelligenza divina sarà una cosa sola con l'oggetto del suo pensare.» 
L'interpretazione è tuttavia controversa: Avicenna, Franz Brentano e in tempi più recenti Berti intendono il Nous aristotelico come causa efficiente. Aristotele chiama il Nous Bene con l'iniziale maiuscola e lo definisce come causa del bene e della bellezza.
Alessandro di Afrodisia  vedrà in Aristotele il nous descritto come νοῦς ποιητικός, intelletto attivo esterno, impassibile, immortale ed eterno, che rende possibile all'uomo trasformare in atto le sue potenzialità conoscitive:
Aristotele apriva così la domanda a cui tentarono di rispondere gli autori «dai più antichi alla scolastica araba e cristiana, fino all'aristotelismo rinascimentale [che] si posero il problema se esso facesse parte dell'anima umana o piuttosto della divinità, fornendo risposte differenti.» 
Aristotele introduceva inoltre la nozione di nous come intuizione intellettuale, una facoltà che intuisce i principi indimostrabili : 

## Plotino
Il termine nous lo si ritrova più tardi in Plotino (III secolo) il quale ne recupera l'aspetto non volontario né intenzionale di Anassagora, pur assorbendolo nella dottrina del motore immobile di Aristotele  e facendolo per di più consistere nelle idee platoniche .
Il nous per Plotino è la prima emanazione dell'Uno, sua seconda ipostasi, e in quanto tale partecipa più delle altre della natura del divino, ma non è il creatore del mondo perché non è dio; esso emana da Dio, come il profumo da un corpo o la luce da una sorgente.
(Enneadi, V, 6, 5 )
Il Nous di Plotino non è neanche assimilabile al demiurgo platonico perché non opera in vista di un fine: esso genera involontariamente, come conseguenza del proprio "pensarsi", del proprio riflettere su se stesso. È in questo modo che dal nous ha origine l'"anima del mondo", sorgente della vita e dell'universo, che veicolandone le idee negli organismi le fa diventare la loro forma strutturante immanente.

## Gnosticismo
Nello gnosticismo, il Nous è anch'esso un'emanazione del Dio Primo, ma quest'ultimo è concepito in senso dualistico o androgino, perché accanto ad un aspetto maschile vi è compresente un lato femminile detto Ennoia (termine già usato da Platone e Aristotele, composto presumibilmente da en, «dentro», più nous), col significato di «Pensiero» o «cognizione». Detta anche Protennoia, essa rappresenta la possibilità che il Padre ha di riflettere su se stesso, ma costituisce anche il primo stato imperfetto in cui cade l'Uno originario.
Da questo prinicipio bipolare viene poi emanata un'altra coppia di eoni, ossia propriamente Nous («Mente», a sua volta maschile), e Aletheia («Verità», femminile).